# Município de German (condado de Clark, Ohio)
Localização do Ohio nos E.U.A.
O município de German (em inglês: German Township) é um município localizado no condado de Clark no estado estadounidense de Ohio. No ano de 2010 tinha uma população de 7487 habitantes e uma densidade populacional de 87,18 pessoas por km².

## Geografia
O município de German encontra-se localizado nas coordenadas 39° 59′ 39″ N, 83° 52′ 22″ O. Segundo a Departamento do Censo dos Estados Unidos, o município tem uma superfície total de 85.88 km², da qual 85.8 km² correspondem a terra firme e (0.1%) 0.08 km² é água.

## Demografia
Segundo o censo de 2010, tinha 7487 pessoas residindo no município de German. A densidade populacional era de 87,18 hab./km².